# Gayenna americana
Gayenna americana là một loài nhện trong họ Anyphaenidae.
Loài này thuộc chi Gayenna. Gayenna americana được miêu tả năm 1849 * bởi Hercule Nicolet.